# Prisoner Of Your Love
«Prisoner Of Your Love» es una canción del grupo estadounidense de rock Player, la cual pertenece a su segundo álbum de estudio Danger Zone, que representa estilos musicales como el soft rock, hard rock, adult contemporary ya que se habían alejado totalmente del sonido disco. Esto ocurrió cuando la banda participaba de largas giras relacionadas con el rock. 
Publicada por RSO Records a mediados de 1978, la canción fue originalmente compuesta en 1977 durante el período de conciertos que la banda estaba dando por Estados Unidos. Escrita por los dos miembros y líderes del grupo Peter Beckett y J.C. Crowley, es el sencillo número extraído del segundo álbum del grupo y logró el puesto número 27 en el Billboard Hot 100 por 11 semanas. Aun así, no fue un período muy glorioso para la banda, solo pudieron comercializar a nivel nacional. 

## Posicionamiento en listas
| Lista (1978)      | Máxima posición |
| ----------------- | --------------- |
| Billboard Hot 100 | 27              |

## Miembros
- Peter Beckett
- J.C. Crowley
- Ronn Moss
- John Friesen